# Kowloon-Canton Railway
O Kowloon-Canton Railway é uma ferrovia que serve a cidade de Guangdong, uma importante cidade da República Popular da China.

## História
É propriedade da Kowloon-Canton Railway Corporation (KCRC) e foi operada pela KCRC até 2007.

Embora ainda pertencente ao seu operador anterior, a rede KCR (que é totalmente controlada pelo Governo de Hong Kong através do KCRC) é operada pela MTR Corporation sob uma concessão de serviço de 50 anos, prorrogável, desde 2 de dezembro de 2007. As duas empresas fundiram suas linhas de metrô locais em um sistema de tarifas unificado. Imediatamente após a fusão, foram tomadas medidas para integrar a rede no mesmo sistema de tarifas que o MTR , e os portões entre as duas redes foram removidos em vários estágios em 2008. Embora a MTR Corporation seja uma empresa listada, o Governo de Hong Kong é o acionista controlador.